# Fardel
Fardel je stará soukenická a krejčovská jednotka délka užívaná v jižním Německu.

## Hodnota
- jeden Fardel = 780 až 860 metrů = 45 Barchet = 990 až 108 Elle (loktů)

## Původ slova
Pochází z italského slova fardello, což je balík nebo svazek.

## Použitý zdroj
- Malý slovník jednotek měření, vydalo nakladatelství Mladá fronta v roce 1982, katalogové číslo 23-065-82